# وشيظ

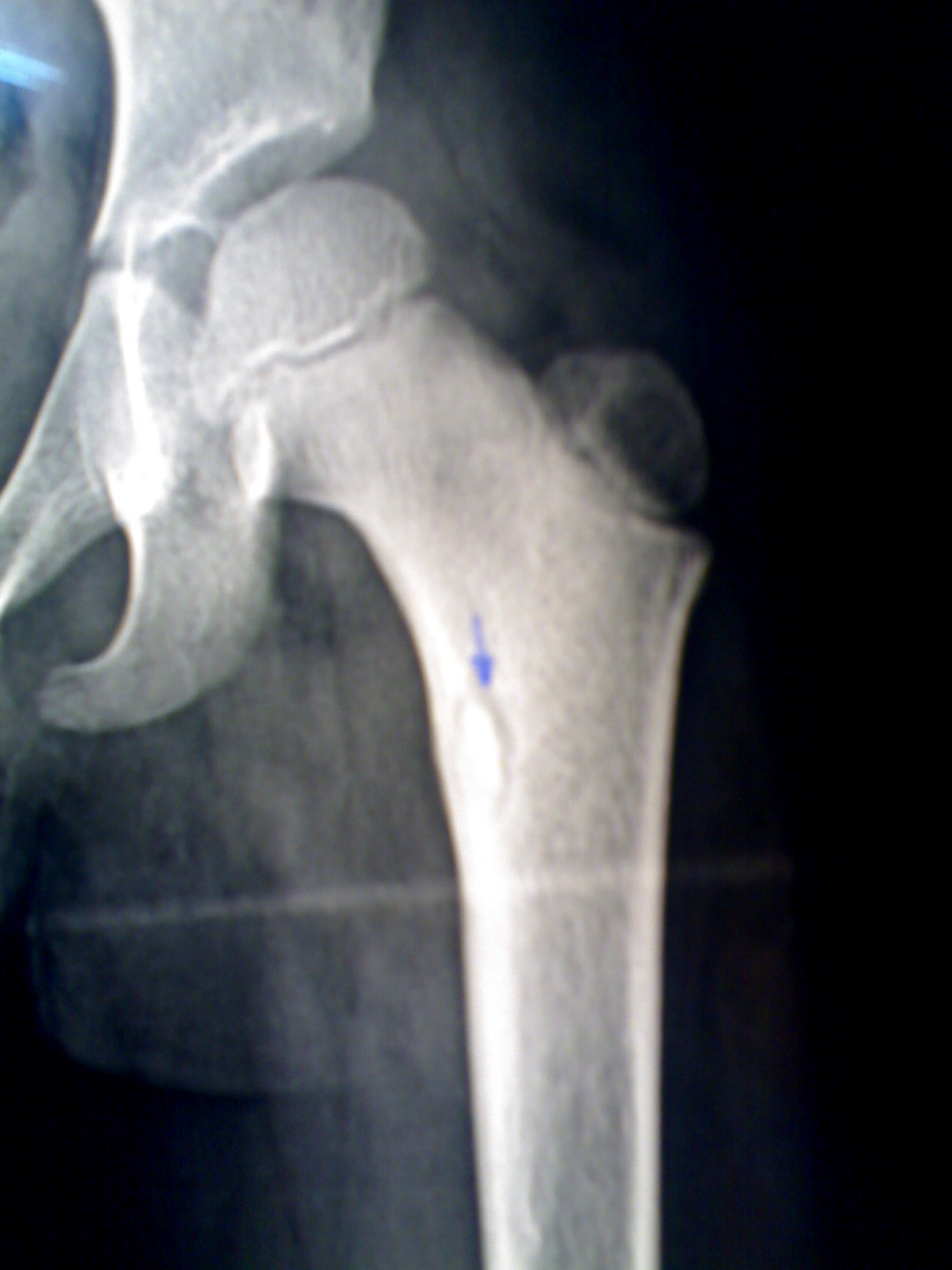
صورة أشعة سينية لعظم الفخذ عند طفل تظهر وشبظ عظمي يبرزه السهم الأزرق.

الوَشِيظ (بالإنجليزية: Sequestrum)‏ هي قطعة من العظم الميت التي انفصلت أثناء عملية النخر لعظم طبيعي، وهوَ تعقيد (تتابع) لالتهاب العظم والنقي.
العملية المرضية تحدث كالتالي:
- عدوى في العظام تؤدي إلى زيادة في ضغط داخل الجوف النقي بسبب الإفرازات الالتهابية.
- يتم نزع السمحاق من العظم مما يؤدي إلى تخثر الأوعية الدموية.
- نخر العظام بسبب شح إمدادات الدم.
- تكون الوشيظ.

يحاط الوشيظ بعظم متصلب والذي يكون إلى حد ما لا وعائي. أما داخل العظم نفسه فيتم انسداد قنوات هافرس بنسيج ندبي ويصبح العظم محاطً بسمحاق سميك.
بسبب الطبيعة اللاوعائية لهذا العظم فإن المضادات الحيوية والتي تنتقل إلى مواقع العدوى عبر مجرى الدم تصل للأنسجة بشكل سيئ مما يؤدي إلى صعوبة علاج التهاب العظم والنقي المزمن.
في نفس الوقت يتم تشكيل عظام جديدة (تعرف باسم كساء عظمي). تسمح الفتحات الموجودة في هذا الكساء العظمي من الحطام والنضح (بما في ذلك القيح) بالمرور عبر السبيل الجيبي إلى الجلد.
نادراً ما يتحول الوشيظ إلى ورم عظمي عظماني وهو ورم عظمي نادر.